# Cuerpo a cuerpo (álbum de Sergio Dalma)
Cuerpo a cuerpo es el nombre del quinto álbum de estudio del artista español Sergio Dalma, publicado en 1995 y primero del sello de Polygram.

## Listado de canciones
1. Si tengo que morir - 4:07
2. No voy a volver a llorar - 4:20
3. Náufragos - 4:30
4. A tu lado - 3:55
5. Un cachito de ti - 4:15
6. September night - 4:15
7. No despertaré - 4:03
8. Yo siempre de ti - 4:34
9. La marca de tus labios - 4:40
10. La primavera llegará - 4:00
11. Los niños de la guerra - 4:50
12. Y yo te besé - 4:10

- Datos: Q2877746